# Uvaria micrantha
Uvaria micrantha (A.DC.) Hook.f. & Thomson – gatunek rośliny z rodziny flaszowcowatych (Annonaceae Juss.). Występuje naturalnie w Laosie, Kambodży, Tajlandii, na Filipinach, w Indonezji, Timorze Wschodnim, Papui-Nowej Gwinei oraz północnej części Australii. 

## Morfologia
PokrójZimozielone i zdrewniałe liany.
LiścieMają eliptyczny lub owalny kształt. Mierzą 3–8 cm długości oraz 1,3–2,5 cm szerokości. Nasada liścia jest rozwarta. Liść na brzegu jest całobrzegi. Wierzchołek jest ostry lub spiczasty. Ogonek liściowy jest nagi i dorasta do 2–3 mm długości.
KwiatyZebrane w pary. Rozwijają się w kątach pędów. Działki kielicha mają owalny kształt i dorastają do 2–3 mm długości. Płatki mają odwrotnie owalny kształt i barwę od pomarańczowej do brązowej, osiągają do 4–5 mm długości. Kwiaty mają 110–120 pręcików i 25–30 słupków.
OwoceTworzą owoc zbiorowy. Mają elipsoidalny kształt. Osiągają 12–20 mm długości.